# 平陰県
平陰県（へいいん-けん）は、中華人民共和国山東省済南市に位置する県。

## 地理
平陰県は山東省済南市南西部、黄河南岸に位置している。

## 歴史
春秋時代は魯、戦国時代は斉の領地とされた。秦代に済北郡の管轄とされ、漢代になると泰山郡の管轄とされた。
平陰県が設置されたのは606年（大業2年）のことであり現在に至る。

## 古跡・観光地
- 周河遺跡

## 行政区画
2街道、6鎮を管轄する。
- 街道：楡山街道、錦水街道
- 鎮：東阿鎮、孝直鎮、孔村鎮、洪範池鎮、玫瑰鎮、安城鎮